# Chuyến bay 440 của Indian Airlines
Chuyến bay 440 của Indian Airlines là một chuyến bay nội địa Ấn Độ do Indian Airlines vận hành đã bị rơi khi đang tiếp cận sân bay quốc tế Indira Gandhi làm thiệt mạng 48 trong số 65 hành khách và phi hành đoàn trên máy bay.

## Máy bay
Boeing 737-2A8, đăng ký VT-EAM, thực hiện chuyến bay đầu tiên vào ngày 26 tháng 3 năm 1971 và được giao cho Indian Airlines vào ngày 10 tháng 4 năm 1971.

## Tai nạn
Chuyến bay 440 là chuyến bay chở khách nội địa theo lịch trình từ Madras (nay là Chennai), Tamil Nadu đến New Delhi. Khi chuyến bay 440 tiếp cận sân bay quốc tế Indira Gandhi trong việc lái bụi và mưa bão, chiếc 737 đã chạm vào dây điện cao thế trong cách tiếp cận NDB với tầm nhìn dưới mức tối thiểu. Chiếc 737 đã bị rơi và bốc cháy. 48 trong số 65 hành khách và phi hành đoàn trên chuyến bay 440 đã thiệt mạng trong vụ tai nạn. Đội cứu hộ cho biết 17 người sống sót đang ở phía trước máy bay, mặc dù một người sống sót báo cáo đang ngồi ở hàng ghế phía sau.
17 người sống sót bao gồm 3 người Mỹ và 2 người Nhật Bản. 48 người chết bao gồm 4 người Mỹ, 3 người Anh và 1 phụ nữ Yemen.  Trong số những người thiệt mạng có Bộ trưởng Mỏ sắt và Thép Mohan Kumaramangalam.

## Nguyên nhân
Các nhà điều tra xác định vụ tai nạn chuyến bay 440 là do các phi công giảm độ cao quyết định tối thiểu.